# Astragalus australis
Astragalus australis es una especie de planta herbácea perteneciente a la familia de las leguminosas. Es originaria de Eurasia.

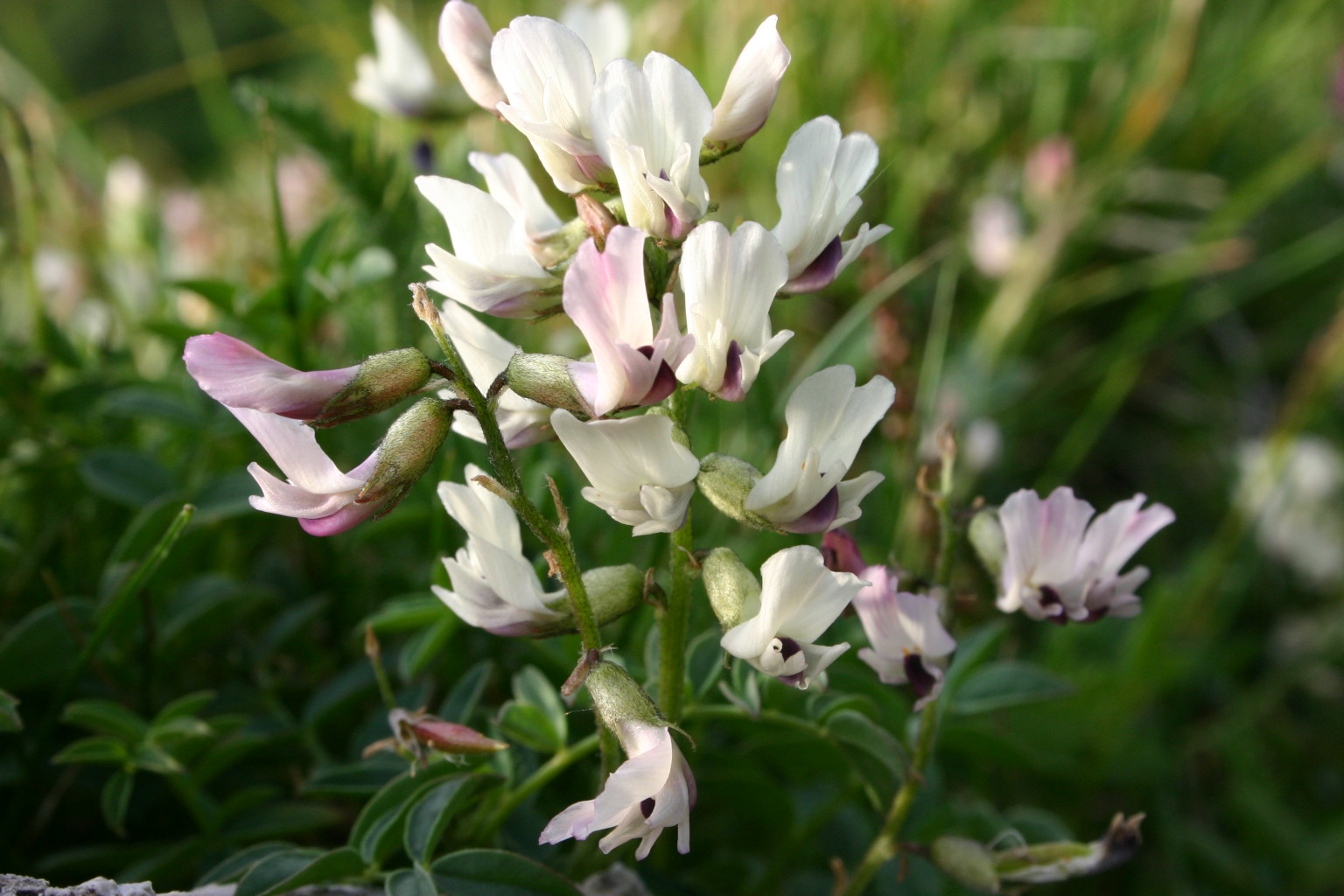
Flores

## Distribución
Es una planta herbácea perennifolia que se encuentra en Austria, Bulgaria, República Checa, Eslovaquia, la antigua Yugoslavia, Francia, Alemania, Italia, Polonia, Rumania, España, Suiza, Ucrania, Kazajistán y Mongolia.

## Taxonomía
Astragalus alpinus fue descrita por (L.) Lam. y publicado en Flore Françoise 2: 637. 1778[1779].
Etimología
Astragalus: nombre genérico derivado del griego clásico άστράγαλος y luego del Latín astrăgălus aplicado ya en la antigüedad, entre otras cosas, a algunas plantas de la familia Fabaceae, debido a la forma cúbica de sus semillas parecidas a un hueso del pie.
alpinus: epíteto latino  que significa "del sur".
Sinonimia
- Astragalus gerardii (Vill.) Janka
- Astragalus helveticus (Hartmann) O.Schwarz
- Astragalus krajinae Domin
- Astragalus vaginatus sensu auct.
- Colutea australis (L.) Lam.
- Colutea glabra (Clarion) Poir.
- Phaca australis L.
- Phaca australis var. cenisia Gaudin
- Phaca australis var. rubra Gaudin
- Phaca gerardii Vill.
- Phaca glabra Clarion
- Phaca halleri Vill.